# Авраам Тегомі
Авраам Тегомі (івр. אברהם תהומי уродж. Абрам Зильберг), (1903 — 1990 ) — командир «Гаґани» та засновник бойової підпільної організації «ЕЦЕЛЬ».

## Біографія
Народився у 1903 році в Одесі, у юності емігрував в Ізраїль. Приєднався до «Гаґани» та став одним з її командирів (в Єрусалимі ).
Стверджують, що він стріляв у Ісраеля Де-Хаана, голландського єврея-антисіоніста 30 червня 1924. Тегомі заперчував, що сам стріляв, але не заперечував свою причасність до вбивства.
У 1925 Авраам Тегомі був призначений заступником командира «Гаґани» в Єрусалимі, а потім і командиром округу. Будучи активістом по своїй натурі вважав неправильною пасивну політику «Гаґани» під час заворушень 1929 року. Техомі звинувачувався у зв'язках з ревізіоністською партією, політика якої суперечила політиці «Гаґани», але через високе положення його було дуже важко зняти з посади.
Навесні 1931 виїхав з країни у особистих справах, а коли повернувся знайшов на своєму місці іншу людину, Авраама Ікара. Відмова повернути Тегомі його місце привела до розколу в «хаганом», знайомі командира Авраама Тегомі пішли разом з ним з Гаґани і заснували ЕЦЕЛЬ.
У 1937 Техом повернувся до «Гаґани» і спробував об'єднати організацію, але після невдачі знову вийшов з її лав.
1945 року переїхав до США. У 1968 році повернувся до Ізраїлю. Останні роки жив у Гонконзі, де і помер в 1990 році.